# Randall Leal
Randall Enrique Leal Arley, meglio noto come Randall Leal (San José, 14 gennaio 1997), è un calciatore costaricano, centrocampista del D.C. United.

## Palmarès

### Competizioni internazionali
- CONCACAF League: 1

Saprissa: 2019